# Saison 1913-1914 des Sénateurs d'Ottawa
Autres saisons
Saison précédente Saison suivante
La saison 1913-1914 de hockey sur glace est la vingt-neuvième à laquelle participent les Sénateurs d'Ottawa.

## Classement
|                       | PJ | V  | D  | DP | Pts | BP  | BC  |
| --------------------- | -- | -- | -- | -- | --- | --- | --- |
| Blueshirts de Toronto | 20 | 13 | 7  | 0  | 26  | 93  | 65  |
| Canadiens de Montréal | 20 | 13 | 7  | 0  | 26  | 85  | 65  |
| Bulldogs de Québec    | 20 | 12 | 8  | 0  | 24  | 111 | 73  |
| Sénateurs d'Ottawa    | 20 | 11 | 9  | 0  | 20  | 65  | 71  |
| Wanderers de Montréal | 20 | 7  | 13 | 0  | 14  | 102 | 125 |
| Ontarios de Toronto   | 20 | 4  | 16 | 0  | 8   | 61  | 118 |

## Meilleurs marqueurs
| Nom             | PJ | B  |
| --------------- | -- | -- |
| Jack Darragh    | 20 | 23 |
| Skene Ronan     | 18 | 18 |
| Harry Broadbent | 17 | 6  |
| Hamby Shore     | 17 | 6  |

## Saison régulière

### Décembre
| No | Date        | Visiteur           | Score | Domicile            | Fiche |
| -- | ----------- | ------------------ | ----- | ------------------- | ----- |
| 1  | 27 décembre | Bulldogs de Québec | 3-2   | Sénateurs d'Ottawa  | 0-1-0 |
| 2  | 30 décembre | Sénateurs d'Ottawa | 3-7   | Ontarios de Toronto | 0-2-0 |

### Janvier
| No | Date       | Visiteur              | Score | Domicile              | Fiche |
| -- | ---------- | --------------------- | ----- | --------------------- | ----- |
| 3  | 3 janvier  | Wanderers de Montréal | 3-8   | Sénateurs d'Ottawa    | 1-2-0 |
| 4  | 7 janvier  | Canadiens de Montréal | 0-6   | Sénateurs d'Ottawa    | 2-2-0 |
| 5  | 10 janvier | Sénateurs d'Ottawa    | 3-2   | Blueshirts de Toronto | 3-2-0 |
| 6  | 14 janvier | Ontarios de Toronto   | 5-6   | Sénateurs d'Ottawa    | 4-2-0 |
| 7  | 17 janvier | Sénateurs d'Ottawa    | 7-1   | Wanderers de Montréal | 5-2-0 |
| 8  | 21 janvier | Sénateurs d'Ottawa    | 3-2   | Canadiens de Montréal | 6-2-0 |
| 9  | 24 janvier | Blueshirts de Toronto | 1-4   | Sénateurs d'Ottawa    | 7-2-0 |
| 10 | 28 janvier | Sénateurs d'Ottawa    | 1-7   | Bulldogs de Québec    | 7-3-0 |
| 11 | 31 janvier | Bulldogs de Québec    | 3-4   | Sénateurs d'Ottawa    | 8-3-0 |

### Février
| No | Date       | Visiteur              | Score | Domicile              | Fiche  |
| -- | ---------- | --------------------- | ----- | --------------------- | ------ |
| 12 | 4 février  | Sénateurs d'Ottawa    | 1-2   | Blueshirts de Toronto | 8-4-0  |
| 13 | 7 février  | Wanderers de Montréal | 4-2   | Sénateurs d'Ottawa    | 8-5-0  |
| 14 | 11 février | Ontarios de Toronto   | 1-3   | Sénateurs d'Ottawa    | 9-5-0  |
| 15 | 14 février | Sénateurs d'Ottawa    | 0-1   | Canadiens de Montréal | 9-6-0  |
| 16 | 18 février | Blueshirts de Toronto | 4-1   | Sénateurs d'Ottawa    | 9-7-0  |
| 17 | 21 février | Sénateurs d'Ottawa    | 3-12  | Wanderers de Montréal | 9-8-0  |
| 18 | 25 février | Canadiens de Montréal | 5-6   | Sénateurs d'Ottawa    | 9-9-0  |
| 19 | 28 février | Sénateurs d'Ottawa    | 3-2   | Ontarios de Toronto   | 10-9-0 |

### Mars
| No | Date   | Visiteur           | Score | Domicile           | Fiche   |
| -- | ------ | ------------------ | ----- | ------------------ | ------- |
| 20 | 4 mars | Sénateurs d'Ottawa | 0-10  | Bulldogs de Québec | 10-10-0 |

## Gardien de but
- Clint Benedict

- Percy LeSueur

## Attaquants et défenseur
- Harry Broadbent

- Alex Currie

- Jack Darragh

- Angus Duford

- Greg George

- Eddie Gerard

- Leth Graham

- Horace Merrill

- Skene Ronan

- Hamby Shore

- Harry Smith

- Allan Wilson